# Tobias Mikkelsen
Tobias Mikkelsen (ur. 18 września 1986 w Helsingør) – duński piłkarz występujący na pozycji pomocnika. Od 2016 jest zawodnikiem FC Nordsjælland.
Seniorską karierę rozpoczął w Lyngby BK. W latach 2007–2009 grał w Brøndby IF, a w latach 2009-2012 był piłkarzem FC Nordsjælland. W 2010 i 2011 sięgał po Puchar Danii. W maju 2012 został powołany do kadry na Mistrzostwa Europy w Piłce Nożnej 2012 przez selekcjonera Mortena Olsena. W dorosłej reprezentacji zadebiutował 15 listopada 2011 w spotkaniu z Finlandią. Wcześniej występował w juniorskich i młodzieżowych drużynach tego kraju.